# Christopher Knett
Christopher Knett (* 1. August 1990 in Wien) ist ein österreichischer Fußballtorwart.

## Karriere
Knett begann seine Karriere bei Hellas Kagran. 1998 wechselte er zum FC Stadlau. 2000 ging er in die AKA Austria Wien. 2006 wechselte er nach Deutschland zur SG Sonnenhof Großaspach. 2008 wechselte er zur TSG 1899 Hoffenheim. 2009 spielte er erstmals für die Oberligamannschaft. Im Sommer 2009 kehrte er zu Großaspach zurück. 2013 wechselte er wieder nach Österreich, diesmal zum SC Austria Lustenau. Sein Profidebüt gab er am ersten Spieltag der Saison 2013/14 gegen den SC-ESV Parndorf 1919.
Zur Saison 2017/18 wechselte er zum Ligakonkurrenten FC Wacker Innsbruck, bei dem er einen bis Juni 2018 gültigen Vertrag erhielt. Mit Innsbruck stieg er zu Saisonende in die Bundesliga auf. Mit Wacker musste er 2019 wieder aus der Bundesliga absteigen.
Daraufhin wechselte er zur Saison 2019/20 nach Griechenland zu Panetolikos, wo er einen bis Juni 2021 laufenden Vertrag erhielt. In zwei Spielzeiten bei Panetolikos kam er zu insgesamt 45 Einsätzen in der Super League. Nach seinem Vertragsende verließ er den Verein nach der Saison 2020/21. Danach wechselte er im September 2021 in den Iran zum Sepahan FC, bei dem er einen bis Juni 2022 laufenden Vertrag erhielt. Für Sepahan kam er 2021/22 zu 17 Einsätzen in der Persian Gulf Pro League.
Zur Saison 2022/23 wechselte er zum Ligakonkurrenten Foolad FC. Nach 53 Ligaeinsätzen verließ er Foolad im September 2024. Nach mehreren Monaten ohne Verein wechselte Knett im Jänner 2025 nach Saudi-Arabien zum Zweitligisten Al-Arabi SC. Für Al-Arabi spielte er zwölfmal in der Saudi First Division League. Zur Saison 2025/26 kehrte er nach sechs Jahren im Ausland nach Österreich zurück und wechselte zum Zweitligisten SKN St. Pölten.

## Erfolge
- Bester Torhüter der Ersten Liga: 2018